# Kuća Bartučević u Hvaru
Kuća Bartučević u gradiću Hvaru, ul. Nike Karkovića 12, zaštićeno kulturno dobro.

## Opis dobra
Kuća Bartučević izvorno je gotička dvokatnica sagrađena u prvoj polovini 15. stoljeća.Kuća je sagrađena u predjelu Groda, na adresi Ulica Nike Karkovića 12, a čini zapadni dio stambenoga bloka te je sagrađena kao kuća u nizu. Kuća je kasnije barokizirana na način da je na jugu dograđen aneks koji završava altanom. Gotičko - barokna kuća Bartučević odlikuje se skladnim prožimanjem gotičkoga i baroknoga sloga te iznimnim i raritetnim nalazima arhitektonske opreme u unutrašnjosti kuće, od kojih izdvajamo gotički tabulat, renesansno pilo, barokno drveno stubište zaključeno oplatama i barokne drvene vratnice s rezbarenim pragovima.

## Zaštita
Pod oznakom Z-6755 zaveden je kao nepokretno kulturno dobro - pojedinačno, pravna statusa zaštićena kulturnog dobra, klasificirano kao "stambene građevine".